# Le Monde de Narnia : Le Prince Caspian (jeu vidéo)
Le Monde de Narnia : Le Prince Caspian est jeu vidéo d'action-aventure sorti en 2008 sur Nintendo DS, PC, PlayStation 2, PlayStation 3, Wii et Xbox 360. Il a été développé par Traveller's Tales et édité par Disney Interactive Studios. La version sur Nintendo DS a été développée par Fall Line Studios. Le jeu est basé sur le film du même nom, lui-même adapté du roman éponyme.

## Accueil
- Jeuxvideo.com : 11/20 (PC)[1] - 11/20 (X360)[2] - 11/20 (PS3)[3] - 11/20 (PS2)[4] - 11/20 (PS2)[5] - 11/20 (DS)[6]